# Lijst van personages uit Rayman
Dit is een lijst van personages uit de Rayman-serie computerspellen van Ubisoft.
De personages zijn gevarieerd en hebben vaak speciale kenmerken. Dit artikel beschrijft personages uit Rayman, Rayman 2: The Great Escape, Rayman 3: Hoodlum Havoc en Rayman Raving Rabbids.

## Rayman en Co

### Rayman
Rayman is het hoofdpersonage in de Rayman-serie (door Ubisoft), hij heeft geel haar, een paarse trui met een witte cirkel en een rode kap, gele schoenen met witte afwerking en witte handen. Rayman is uniek in het opzicht dat zijn handen, voeten en hoofd niet aan zijn lichaam vast zitten, maar er wel bij blijven. Ze kunnen echter wel van het lichaam verwijderd worden (zoals in Rayman 3: Hoodlum Havoc waar Globox in het begin er met Raymans handen vandoor gaat). Hij kan ook van zijn haar een helikopter maken, en kan zijn handen laten ronddraaien en ze weg laten vliegen (waarna ze natuurlijk wel terugkomen).
Rayman heeft een vriendelijk karakter en is altijd behulpzaam en verstandig in het nemen van beslissingen, maar hij is ook een dromer.

### Globox
Globox is Raymans beste vriend, maar is, in tegenstelling tot Rayman, niet al te slim, en Rayman komt vaak in de problemen door hem.
Globox is een wezen dat tot een soort behoort genaamd de Shubamubans die eruitzien als grote (dikke) padden die rechtop lopen. Hij heeft een vrouw (Uglette) en 650 kinderen.
Globox is een echte lafaard en vlucht meteen weg als hij de vijand ziet, en belandt dan meestal in een vreemde situatie waar Rayman hem uit moet krijgen. Desondanks is hij een aangenaam persoon en zal hij altijd willen helpen. Toch blijft hij een familietype en wil hij het liefst van al gewoon thuis zitten. 

### Murfy
Murfy (of Murphy) is een soort vliegende kikker en de raadgever van de koning van de Teensies. Als raadgever is hij meestal ook de gids die in het begin van het spel alles uitlegt aan de beginnende speler.
Murfy heeft een eigenwijs karakter en zal nooit iets geloven voor hij het met zijn eigen ogen heeft gezien. Hij is een betweter en maakt graag "praktische" moppen (waar hij meestal als enige om lacht). Hij is niet de enige in zijn soort (die letterlijk de "Murfy’s" heten omdat ze allemaal hetzelfde zijn als Murfy). Maar ze komen alleen voor in de PlayStationversies van Rayman 2: The Great Escape.

### Ly the Fairy
Ly is de fee die Rayman zijn krachten gegeven heeft. Ze is geschapen door de god, Polokus, en is ook een soort gids in de Rayman series.
Ze ziet eruit als een zwak en serieus persoon en dat ze soms ook, maar ze is vrij gevaarlijk als ze moet. Toch is ze een energiek, liefdevol en speels figuur. Ze verliest ook zelden haar geduld. Er wordt ook vaak beweerd dat Rayman en Ly een soort relatie hebben, en Ly dus Rayman vriendin (liefde) is: Afbeelding

### Teensies
De Teensies zijn kleine wezentjes met een grote ronde neus. Ze zijn vredelievend, echte gentlemens en beschikken over grote technologie en wijsheid. Daarom lijken ze zowat de gewone bevolking van Raymans wereld. Desondanks is het enige wat ze doen, het ruziën over wie van hen de koning is, omdat ze dat door de jaren vergeten zijn zonder eigenlijk zelfs te weten of ze ooit wel een koning hadden. De meeste onder hen beschikken ook over een aantal magische krachten.

### Clark
Clark is een breedgeschouderde spierbundel, met een grote kin. Hij is zeer sterk, en kan een heel leger robotpiraten uit de weg vegen, maar met die gave is hij soms zichzelf tot last.

### Carmen
Carmen (de walvis) is een prachtig zeewezen dat al jaren de bodems van de zeeën bewoont. Ze geeft levensherstellende luchtbellen af die de planten en dieren, die het nodig hebben, in leven houden.

### Sam
Sam, vaak uitgesproken als Ssssssam, vanwege zijn sissende tong als hij spreekt. Sam is een jonge en speelse slang. Hij is de veerman voor de inwoners van het moeras omdat hij hen snel en makkelijk op zijn rug kan overzetten.

### Tayrazan
Hij woont in de moerassen en lijkt op Rayman in een Tarzan - pakje. Hij heeft hetzelfde haar als Rayman, maar dan in het zwart.

### Musicus
Een hippie die met zijn vrouw en kind op een piek van The Blue Mountains woont.

### Joe
Dit groene buitenaardse wezentje heeft een snackbar voor de ingang van The Caves of Skops.

## Vijanden (Rayman)

### Mr. Dark
Mr. Dark is de grote vijand in het eerste Raymanspel. Hij heeft al Raymans vrienden, de electoons opgesloten in kooien. Hij is altijd gehuld in een zwarte cape met een zwarte hoed. Hij heeft ook een aantal dienaars in dienst om Rayman te elimineren. Voor elke wereld heeft hij een dienaar aangesteld om Rayman weg te houden. Hij keert meerdere keren in varianten van deel 1 terug. Deze meester is uiteindelijk verdrongen door de krachten van de in Rayman 2 gewekte Polokus.

### Moskito
Moskito is de eerste van Mr. Darks dienaren. Hij is, zoals zijn naam voorspelt, een grote mug. Hij heeft de controle over het Droombos. Hij heeft ook een onderdaan genaamd Baby Moskito (die later vrienden wordt met Rayman). Hij heeft een obsessie voor plum juice als ze nog in een bolster zitten.

### Mr. Sax
Mr. Sax is een grote saxofoon die valse noten blaast, die kunnen bijten of ontploffen. Hij is de dienaar die de controle heeft over Band Land. Hij woont op de hoogste trommels van de band land. Hj begon doof te worden, maar is door rayman daarvan verlost.

### Mr. Stone
De derde dienaar met de controle over de blauwe bergen. Hij is een groot uit rotsen geschapen monster, met een woest karakter. Hij en zijn monsters die ook in de Caves of Skops te vinden zijn zijn creaties van Mr. Dark.

### Space Mama
Space Mama is de enige vrouwelijke baas in het spel. Ze heeft de controle over Beeld Stad, een wereld geschapen uit gommen, potloden en ander schoolmateriaal. Ze heeft ook twee piraten als hulpjes. Ze heeft veel geleerd en heeft met veel fantasie de wereld opgebouwd. Ze houdt van toneelspelen en drama.

### Mr. Skops
Mr. Skops is een grote schorpioen met de controle over de Skops Grotten. Hij is zo gevaarlijk dat zelfs Mr. Darks onderdanen zich niet in de diepste grotten wagen. De legende gaat dat er ergens in de grotten een verlaten tempel ligt...

### Dark Rayman
De echte naam van Dark Rayman blijft onbekend, maar hij werd zo genoemd door de fans van het spel, omdat hij veel op de echte Rayman lijkt. Buiten de gele ogen, het paarse haar en de donkere huid lijkt hij sprekend op Rayman. Hij is niet echt gevaarlijk, maar hij doet heel de tijd hetzelfde als de echte Rayman, je kunt alleen van hem afraken door het einde van de levels te bereiken.

## Vijanden (Rayman 2: The Great Escape)

### Admiral Razorbeard
Admiral Razorbeard is een robo-piraat die de wereld van Rayman heeft overgenomen en al zijn inwoners gevangen houdt op zijn schip, de Buccaneer. Hij heeft een leger van Robo-piraten waarmee hij al 100 planeten heeft veroverd. Hij heeft deze keer het Hart van De Wereld gebroken in 1000 Lums, waardoor de harmonie van de wereld is gebroken.
Hij is vrij klein voor zijn robo-piratensoort maar hij heeft wel dezelfde krachten. Hij heeft een vrouw, genaamd Razorwife.

### Henchman 800
Henchman 800 is de volgeling van Razorbeard en is gemaakt voor het vernietigen van zijn tegenstander, maar dat is dan wel het enige waar hij goed in is.

### Henchman 1000
Hij is de verbeterde versie van Henchman 800, maar het doel blijft hetzelfde: de beste zijn in het verslaan van je tegenstander.
Hij is een echte macho die van papieren hoedjes en mexicaans houdt.

### Pirate Gorilla
Een vrij dom uitziende robo-piraat, hij is de robo-piraat die er enkel en alleen voor brute kracht is.

### Creolischer Pirate
Een robo-piraat die eruitziet als een huismoeder. Dit is de rechterhand van Admiral Razorbeard. Hij geeft af en toe informatie over waar Rayman is en hoeveel maskers hij heeft. Hij heeft op de gloomy island meegewerkt aan project X, die hij ook bestuurde.

### Zombie Chicken
Door de storing in de harmonie begonnen de kippen dode eieren te leggen waaruit dan deze verschrikkelijke zombiekippen kwamen

### Jano
Jano is een monster dat The Cave of Bad Dreams moet bewaken. The Cave of Bad Dreams is een plaats waar alle boosaardige schepsels die Polokus creëerde, door nachtmerries te dromen, zitten opgesloten. Jano is een vriend van Polokus en draagt dezelfde hoed, die hij van hem heeft gekregen.

### Dark Globox
Zoals Dark Rayman, is Dark Globox de duistere versie van de echte Globox. Dark Globox, ziet niet blauw maar rood en heeft een schedel op zijn rug. Hij is nog dommer dan de gewone Globox, wat hem dus helemaal ongevaarlijk maakt.

### Robot Pirates
Dit zijn de volgelingen van Admiral Razorbeard. Er zijn verschillende soorten robo-piraten, je hebt de paarse, de groene, de rode en de gele.
De Robo-piraten nemen iedereen gevangen. En dan heb je nog de zwarte. Deze zijn de sterkste en komen dus vooral voor in de laatste levels van Rayman 2.

## Vijanden (Rayman 3: Hoodlum Havoc)

### André
André is een kleine boosaardige Black Lum. Black Lums zijn een soort mutatie van Red Lums: door ze bang te maken veranderen Red Lums in Black Lums. André verandert zo een deel van de Red Lums in Black Lums. De Black Lums maken kleren voor zichzelf door het kaal plukken van dieren, Zo’n Black Lum met kleren en een hoed heet een Hoodlum. André is erop uit om Raymans wereld over te nemen met een leger van Hoodlums, maar heeft niet genoeg kracht om zich te vermenigvuldigen, dus bouwt hij eerst een machine om Hoodlums te maken, maar wanneer dat mislukt, vraagt hij de hulp aan Reflux, een Knaaren met genoeg kracht om André zich oneindig te laten vermenigvuldigen.
André zelf is een Hoodblaster.

### Armaguiddon
Deze Hoodlum is een Next-generation luchtvechter, met vele items tot zijn beschikking.

### Grims
Zij houden zich verborgen onder de cape van hun Grim Keeper. Ondanks hun grootte zijn ze toch gevaarlijk. Ze zijn klein en groen maar ze dragen explosieven en ze volgen je naar waar je ook loopt.

### Grim Keeper
Deze sterke Hoodlums met hun houten schilden, vallen eigenlijk niet aan, ze verdedigen enkel, maar de Grims die ze van onder hun cape vrijlaten maken het moeilijk om hem te raken, mede door het feit dat ze erg bedreven zijn met hun schild, waardoor je hen enkel met een list of door snel te slaan kan raken.

### Heckler
Ze zien er ongelooflijk gevaarlijk uit, en dat zijn ze ook als je niet weet hoe je ze moet aanpakken. Met hun grote rugby–achtige harnassen gemaakt van toiletten, zijn ze zowat onkwetsbaar voor de meeste aanvallen. Maar als je hun schild raakt met een Heavy Metal Fist power-up op volle kracht vliegt hun schild even omhoog en zijn ze kwetsbaar voor al je aanvallen, blijf wel uit de buurt van hun kanon. De bediener van de Mecha destroyer, cheloche is ook een Heckler, maar in een speciale versie.

### Hoodboom
Deze Hoodlums gooien met granaten, en hebben een hoofd waar zwarte rook uit komt. Ondanks hun uiterlijk zijn ze opmerkelijk intelligent: ze zijn de enige Hoodlums die tot 3 kunnen tellen. Ze hebben ook een opmerkelijk gevoel voor poëzie: ze hebben hun eigen Anthologie getiteld ‘’Don’t Take it Anti-Personelly’’ waarvan er al zeker 3 exemplaren van verkocht zijn.

### Hoodmonger Officers
Ze zijn de hoogste rang in de Hoodmonger klasse. Met hun geweren die in 3 richtingen schieten zijn ze moeilijk te verslaan.

### Hoodblaster (hoodmonger 1ste klasse)
Dit zijn de meest voorkomende Hoodlums in het spel, ze lijken op jagers en hebben een groot rieten hoed op hun hoofd. Ze zijn dol op kaartspelen; maar niet slim genoeg om te begrijpen wat er op de kaarten staat.

### Hoodmonger Soldier
Deze zie je ook overal rondlopen, ze vuren telkens een bundel kogels af uit hun geweer, het ziet eruit alsof ze 3 pijlen afvuren.

### Hoodloon
Deze Hoodlums zijn de grote fans van de Batman series, deze diende als inspiratie bron voor hun outfits. Met hun vleermuisachtige, lederen vleugels, werden ze getraind op luchtvaartmissies, maar omdat ze zo trots zijn op hun mogelijkheid om te vliegen, zijn ze liever superhelden dan soldaten. Ze droppen hoodlums in The summit beyond if the clouds en zijn haast onmogelijk om te raken.

### Hoodoo
Hoodoo’s hebben de speciale gave om toverkrachten uit te oefenen, ze beschermen hoodlums met hun stralen en ze kunnen verdwijnen en terug verschijnen waar ze willen, maar ondanks hun krachten zijn ze uitermate zwak. Ze zijn ook de enige die een politieke carrière hebben en stelen uit de staatskoffer.

### Hoodstormer
Dit zijn vervelende hoodlums die een helikopter op hun rug hebben en heel de tijd rondvliegen, ze hebben hetzelfde systeem van aanvalswapens als de Hecklers, gemaakt uit oude toiletten.

### Hoodstriker
Hoodlums op Jetbikes die met blauwe lasers hun slachtoffers uit de lucht schieten, ze vinden het ook leuk om tegen elkaar te racen.
Afbeelding (Rayman en Globox in de jetbike van een Hoodstriker)

### Lavomatrix
Eigenlijk zijn dit omgebouwde wasmachines, ze kunnen vliegen, en hebben de mogelijkheid om magnetische stralen af te vuren waardoor je door hen in de lucht wordt getrokken. Ze zijn heel populair bij huisvrouwen.

### Slapdash
Dit zijn ook een van de meest voorkomende Hoodlums in het spel. Ze hebben geen geweren, maar Bokshandschoenen op een stok. Ze zijn zeer zwak en snel uitgeschakeld, maar een slag van zo’n handschoen doet even veel als een schot van een Hoodblaster.

### Hoodlock
Hoodlocks zijn paranoïde bewakers, die heel de tijd ronddraaien om te zien of niemand hen in hun rug aanvalt, je kunt ze maar moeilijk verslaan, maar meestal moet je ze gewoon ergens af of in duwen.

### Stumble Boom
dit zijn eigenlijk gewone Hoodbooms, alleen lopen deze op stelten, waardoor ze ook door moerassen en water kunnen lopen, maar als je hun stelten breekt met de Vortex Power (het groene blik) worden ze terug Hoodbooms of ze vallen in het water.

### Masterkaag (Hoodstomper)
De Hoodstomper is een simpele maar efficiënte machine: het zijn 2 grote mechanische benen bestuurd door Masterkaag, een kleine Hoodlum. Je kunt hem alleen verslaan als je hem raakt met een Shock Rocket power-up.

### Celoche (Mecha-destroyer)
De Mecha-destroyer is een grote inktvisachtige robot die lijkt op een pompoen met 3 poten., die in de ondergelopen delen van The Land of the Living Dead huist. Hij schiet met lasers en geleide raketten. waarbij een hoodlum piranha onderzeeër en een laser uitstoende robot egelvis hem helpen.

### Gumzi
Gumzi is de kindkoning van de Knaaren, een zombieachtig ras dat in onderaardse gangen leeft, de Knaaren zijn onverwoestbaar, en ondanks hun zombiegedrag zijn ze in werkelijkheid vrij normaal als ze onder elkaar zijn. Sommigen lijken het erg te vinden om een onschuldig hondachtig wezen (Rayman dus) te kwetsen. Anderen maken dan weer ruzie om wiens vader de sterkste is (in de Engelse editie dan, in de Franse [originele] versie gaat het over hun **s.)

### Reflux
Reflux is de sterkste onder de Knaaren, hij was onverslagen in de arena, maar nadat Rayman hem versloeg, wou hij wraak, en stal hij de scepter van zijn koning, om de kracht van de god Leptys op te roepen en samen te werken met André.

### Bégoniax
Bégoniax is een bewoonster van The Bog of Murk. Ze is erg lelijk. Dat komt doordat ze te veel met liefdes- en schoonheidsdrankjes heeft geëxperimenteerd. Ze draagt een grote ketel op haar hoofd en woont in een gigantische paddenstoel. Ze maakt allerlei drankjes die je in een pad of een kikker kunnen veranderen. Ze is zelf verzekerd, en vindt zichzelf een echte vrouw, en is heimelijk verliefd op Razoff.

### Razoff
Razoff is ook een bewoner van The Bog of Murk. Hij is een lange hagedisachtige jager, en uiterlijk vertoont hij enkele gelijkenissen met de Teensies, zoals zijn lange neus. Hij vindt het leuk om indringers op te jagen in zijn eigen huis. Hij houdt kleine vliegende wezentjes gevangen, en in zijn kelder heeft hij een Murk. Hij wordt na een tijd in zijn kelder gevonden door Bégoniax de heks die hem mee neemt naar haar huis.

## Vijanden (Rayman Raving Rabbids)

### Clark (super-rabbid)
Clark is geen gewoon konijn, zijn superkrachten hebben hem respect en bewondering gegeven van iedereen. En met zijn superman pakje en zijn bles (blijkbaar is hij de enige Bunny met haar zoals een mens) lijkt hij sprekend op zijn idool (Superman).

### Pink (Bunninator)
Pink is een spinachtige robo-bunny. Hij spreekt in codetaal, maar met wat geduld kan je het makkelijk ontcijferen: met Hey mate, what’s up!? bedoelt hij: vuur een geleide raket af!!... Eigenlijk is Hey mate, what’s up!? het enige dat hij kan zeggen.

### Professor Barranco
Professor Baranco is een wetenschapper van heel hoge rang, nu is hij bezig met het schrijven van een synthese, over thermodynamica en de weerstand van bepaalde materies.

### Sergueï (Kong-Rabbid)
Ondanks zijn uiterlijk is Sergueï een softy, hij draagt dan wel een metalen muilband, maar hij heeft een speels karakter en is aangenaam gezelschap.

### Bunny-Licious
Deze Bunny’s houden veel van koken, ze zijn dan ook heel de tijd druk in de weer met potten en pannen, en spatels zijn hun lievelingswapens.

### Bunny-Maid
Dit zijn huismoeder bunny’s, ze willen alles proper maken met hun stoffer, maar eigenlijk kunnen ze helemaal niets proper maken.

### Frog-Rabbids
Deze Bunny’s zijn de speciale troepen van het commandoteam, ze worden uitgestuurd op de gevaarlijkste missies, zoals overvallen op wortelsapbars of zelfs de vrede bewaren bij de toiletten.

### Gladiator-Bunny
Dit zijn de Bunny-Licious die echt niets van koken kunnen, daarom gebruiken ze de potten, pannen en spatels maar voor hun harnas om te vechten in de arena.

### Indi-Bunny
Deze bunny’s spelen graag indiaantje, het is dan ook hun enige bezigheid.

### Pirate-Bunny
De grote fans van Rayman 2: The Great Escape, ze vonden de miserie en schade die de robo-piraten aanrichtten fantastisch en proberen hen in hun voetsporen te volgen: ze vinden leuk om van de plank te lopen.

### Private Bunn-eye
Deze bunny’s spelen ook graag indiaantje: met hun noorderlingen pakje aan proberen ze hun land te dienen, maar dat doen ze beter niet, want het loopt altijd verkeerd af.

### Robo-Bunny
Dit is de Next-generation combat-fighter, van de bunny’s, volledig robotgestuurd en het vernietigt alles op zijn pad, maar dan ook alles, zelfs andere Bunny's.

### Stealth-Bunny
Dit zijn de Troepen van het commandoteam, met hun nightvisions en commando pakjes, worden ze vooral voor missies overdag gebruikt.

## Andere wezens

### Lums
Lums zijn vliegende heldere lichtbollen, ze hebben speciale krachten, zijn aanwezig in zowat alle Rayman spellen, en komen in verschillende vormen voor:
- Gele Lums: bevatten kleine hoeveelheden energie en veel wijsheid. Dit zijn 1000 brokstukken van The Heart of The World. Ze zijn ontstaan toen The Heart of The World gebroken is. In Rayman 2: The Great Escape moet je deze allemaal vinden.
- Super-gele Lums: zijn 5 keer sterker dan gewone Gele Lums
- Rode Lums: Deze Lums zitten vol energie en helpen je er terug boven op als je verzwakt bent. In Rayman 3: Hoodlum Havoc worden deze in Zwarte Lums verandert onder leiding van André. De Zwarte Lums veranderen vervolgens in Hoodlums. Wanneer Rayman dan, dus geen rode Lums meer heeft, kan hij andere energiebronnen pakken om zijn gezondheid aan te vullen.
- Blauwe Lums: zitten vol zuurstof: elk levend wezen heeft 1 Blauwe Lum in zich tot hij sterft
- Groene Lums: kunnen in de tijd blijven hangen en als je sterft kom je terug bij de plaats waar je het laatst een Groene Lum hebt gezien
- Paarse Lums: deze Lums zijn geen bollen maar ringen, je kunt je er aan vasthouden
- Zilveren Lums: deze lums zijn door Feeën geschapen en geven je extra veel kracht

### Toons
Dit zijn wezens gebaseerd op de chemische samenstelling van een atoom:
- Protoons (proton)
- Electoon (elektron)
- Anti-toons (Antimaterie)

### Matuvu (Bo-peep)
Dit zijn blauwe hagedisachtige beestjes die op muren en daken zitten, ze kunnen je extra punten bezorgen.

### Tribelle (Heebie-jeebie)
Dit is een soort drie-vleugelige vlinder, die de hele dag slaapt, als je hem stil benadert zonder hem te laten schrikken kan hij je extra punten bezorgen als je hem vast pakt.

### Murk
Dit is een wezen dat op een zeemonster lijkt maar wel door de lucht vliegt. Het heeft een drievingerige hand als hoofd waarmee hij zich aan de wolken kan vasthouden en hij verplaatst zich door de lucht.